# Vietnamskärtimalia
Vietnamskärtimalia (Napothera danjoui) är en fågel i familjen marktimalior inom ordningen tättingar. Den förekommer i skogsområden i delar av Laos och Vietnam. Arten är fåtalig och minskar i antal. IUCN kategoriserar den som nära hotad.

## Utseende
Vietnamskärtimalian är en medelstor (18–19 cm) timalia med lång och nedåtböjd svart näbb. Fjäderdräkten är brun ovan, undertill beige och vit. Den har vidare gråbruna örontäckare, bruna till svarta mustasch- och strupsidestreck samt vit strupe.

## Utbredning och systematik
Vietnamskärtimalia förekommer i centrala Vietnam och angränsande Laos. Den delas in i två underarter med följande utbredning:
- Napothera danjoui danjoui – Langbianplatån i sydcentrala Vietnam
- Napothera danjoui parvirostris – Col des Nuages i centrala Laos och centrala Vietnam

Tidigare behandlades kachinskärtimalian (Jabouilleia naungmungensis) som en underart till danjoui och vissa gör det fortfarande.

### Släktestillhörighet
Arten placerades tidigare i släktet Rimator eller Jabouilleia, men dessa inkluderas efter genetiska studier numera i Napothera.

## Levnadssätt
Fågeln hittas i både gammal och ung städsegrön skog. Den ses även i klippiga områden, upp till 2100 meters höjd. Den tros livnära sig på ryggradslösa djur som den hittar på eller strax ovan mark i tät vegetation. Arten ses enstaka, i par eller små familjegrupper. Fågeln häckar januari–april. Den lägger två ägg.

## Status och hot
Vietnamskärtimalian tros trots det begränsade utbredningsområdet ha ett relativt stort bestånd. Den hotas dock av habitatförlust till följd av skogsavverkningar, jordbrukets expandering, kraftverksdammar och gruvor. Internationella naturvårdsunionen IUCN kategoriserar den som nära hotad.

## Namn
Fågelns vetenskapliga artnamn hedrar André Danjou, fransk konsul i Singapore.